# Волиці
Волиці (пол. Wolice, нім. Leutwein) — село в Польщі, у гміні Барцин Жнінського повіту Куявсько-Поморського воєводства. Населення — 359 осіб (2011).
У 1975—1998 роках село належало до Бидгощського воєводства.

## Демографія
Демографічна структура станом на 31 березня 2011 року:
|          | Загалом | Допрацездатний вік | Працездатний вік | Постпрацездатний вік |
| -------- | ------- | ------------------ | ---------------- | -------------------- |
| Чоловіки | 190     | 64                 | 114              | 12                   |
| Жінки    | 169     | 39                 | 105              | 25                   |
| Разом    | 359     | 103                | 219              | 37                   |